# Neogonyleptes ignotus
Neogonyleptes ignotus is een hooiwagen uit de familie Gonyleptidae.